# Гамма-функція

Гамма-функція на дійсній частині області значень

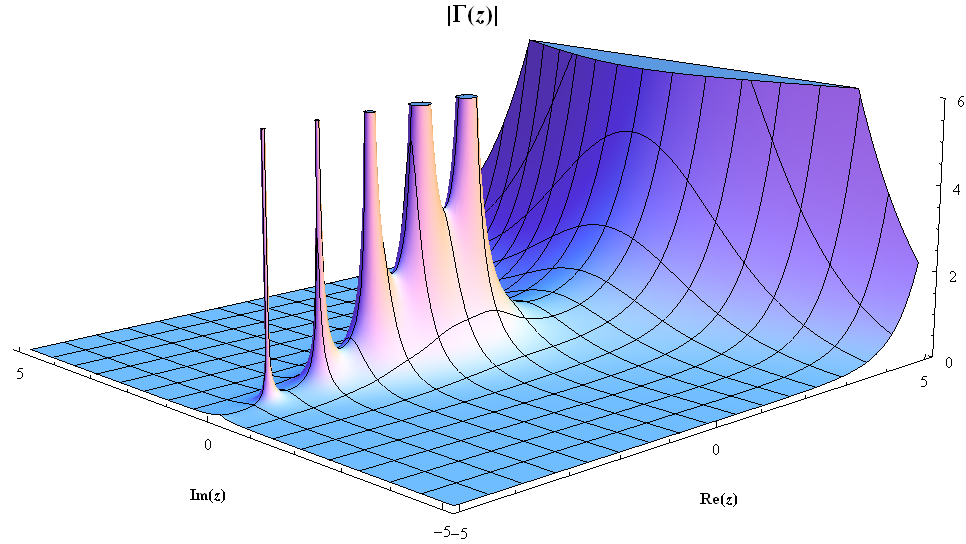
Гамма-функція мероморфна на всій комплексній площині

Гамма-функція (позначають великою літерою грецького алфавіту — Гамма, Γ) — один зі способів узагальнити функції факторіала до дійсних і комплексних чисел, із зсувом її аргумента на 1. Даніель Бернуллі вивів цю функцію для n, що є додатнім цілим числом,
{\displaystyle \Gamma (n)=(n-1)!}
Хоча існують і інші подібні розширення, ця конкретна виознака найбільш популярна й уживана. Гамма-функція визначена для всіх комплексних чисел, окрім від'ємних цілих. Для комплексних чисел із додатною дійсною частиною, гамма-функцію виозначують через збіжний невластивий інтеграл:
{\displaystyle \Gamma (z)=\int _{0}^{\infty }x^{z-1}e^{-x}\,dx=\int \limits _{0}^{1}{\left(\ln {\frac {1}{x}}\right)^{z-1}\,dx}}
Цю інтегральну функцію за допомогою аналітичного продовження можна розширити для всіх комплексних чисел, крім не додатних цілих (де функція має прості полюси), в результаті чого отримують мероморфну функцію яку називають гамма-функцією. Вона не має нулів, тож взаємна гамма функція 1/Γ(z) ― голоморфна функція. Гамма-функція відповідає перетворенню Мелліна для від'ємної показникової функції:
{\displaystyle \Gamma (z)=\{{\mathcal {M}}e^{-x}\}(z)}
Гамма-функція ― складова частина різних функцій розподілу імовірностей, тож нею користуються в таких областях як теорія імовірностей і статистика, а також у комбінаториці.

## Мотивування

Гамма-функція інтерполює функцію факторіала для не цілих значень.

Гамма функцію можна розглядати як розв'язок такої задачі інтерполяції:
«Необхідно знайти гладку функцію яка сполучає точки (x, y) задані відношенням y = (x − 1)! при додатних цілих значеннях змінної x.»
Графік перших декількох точок факторіалів дозволяє припустити, що така крива можлива, але було б бажано знайти формулу, яка точно описує цю криву, в якій кількість операцій не залежить від розміру x. Просту формулу для факторіалу, x! = 1 × 2 × … × x, не можна застосувати напряму для не цілих значень x, адже вона дійсна лише коли x ― натуральне число (тобто, додатнє ціле). Просто кажучи, не існує простого розв'язку для факторіалів; ніякі нескінченні поєднання додавання, множення, піднесення до степеня, показникових функцій або логарифмів, які б були здатні виразити функцію  x!; але можна знайти загальну формулу для факторіалів за допомогою таких засобів як інтеграли і границі із диференціального та інтегрального числення. Хороший розв'язок цієї задачі ― гамма функція.
Існує багато способів поширити факторіал до не цілих значень: через множину окремих точок можна провести нескінченну кількість різних кривих. Гамма-функція ― одним із найкорисніших розв'язків цієї задачі на практиці, бо вона аналітична (крім області значень не додатних цілих). Ще одна важлива особливість цієї функції ― це те, що вона задовольняє рекурентне співвідношення, яке визначає аналогічну властивість функції факторіалу,
{\displaystyle f(1)=1,}
{\displaystyle f(x+1)=xf(x),}
для x, що дорівнює будь-якому додатному дійсному числу. Це дозволяє множити її із будь-якою періодичною аналітичною функцією, яка матиме значення одиниці для додатних цілих, наприклад така функція як ek sin mπx.

## Виознака

### Основна виознака
Запис Γ(z) ввів Адрієн-Марі Лежандр. Якщо дійсна частина комплексного числа z додатня (Re(z) > 0), тоді інтеграл
{\displaystyle \Gamma (z)=\int _{0}^{\infty }x^{z-1}e^{-x}\,dx}
є абсолютно збіжним, і відомий як інтеграл Ойлера другого роду (інтеграл Ойлера першого роду виозначує бета-функцію). Застосувавши інтегрування частинами, можна побачити, що:
{\displaystyle {\begin{aligned}\Gamma (z+1)&=\int _{0}^{\infty }x^{z}e^{-x}\,dx\\[4pt]&={\Big [}-x^{z}e^{-x}{\Big ]}_{0}^{\infty }+\int _{0}^{\infty }zx^{z-1}e^{-x}\,dx\\[4pt]&=\lim _{x\to \infty }(-x^{z}e^{-x})-(0e^{-0})+z\int _{0}^{\infty }x^{z-1}e^{-x}\,dx\end{aligned}}}
З'ясувавши, що {\displaystyle -x^{z}e^{-x}\to 0}, коли {\displaystyle x\to \infty ,}
{\displaystyle {\begin{aligned}\Gamma (z+1)&=z\int _{0}^{\infty }x^{z-1}e^{-x}\,dx\\[6pt]&=z\Gamma (z)\end{aligned}}}
Можемо розрахувати {\displaystyle \Gamma (1){\text{:}}}
{\displaystyle {\begin{aligned}\Gamma (1)&=\int _{0}^{\infty }x^{1-1}e^{-x}\,dx\\[6pt]&={\Big [}-e^{-x}{\Big ]}_{0}^{\infty }\\[6pt]&=\lim _{x\to \infty }(-e^{-x})-(-e^{-0})\\[6pt]&=0-(-1)\\[6pt]&=1\end{aligned}}}
Маємо що {\displaystyle \Gamma (1)=1} і {\displaystyle \Gamma (n+1)=n\Gamma (n),}
{\displaystyle \Gamma (n)=1\cdot 2\cdot 3\cdots (n-1)=(n-1)!}
для всіх додатних цілих чисел n. Це ― приклад доведення методом математичної індукції.

### Інші виознаки
Функція {\displaystyle \Gamma (z)} ― неперервне продовження факторіалу {\displaystyle n!=1,2,...,n,} визначеного лише для значень {\displaystyle n=1,2,...,} на усю площину {\displaystyle \mathbb {C} } комплексної змінної {\displaystyle z=(x,y)=x+iy.} Функцію Ойлера {\displaystyle \Gamma (z)} можна виозначити однією з наведених нижче формул:
{\displaystyle \Gamma (z)=\int _{0}^{\infty }e^{-t}t^{z-1}dt,\quad \mathrm {Re} \,z=x>0,}
{\displaystyle \Gamma (z)=\sum _{k=0}^{\infty }{\frac {(-1)^{k}}{k!}}{\frac {1}{z+k}}+\int _{1}^{\infty }e^{-t}t^{z-1}dt,\quad \quad \forall z\neq 0,-1,...}
{\displaystyle {\frac {1}{\Gamma (z)}}=\lim _{k\rightarrow \infty }{\frac {z(z+1)\cdot \cdot \cdot (z+k-1)}{k!k^{z-1}}}.}
Вона задовільняє наступним співвідношенням:
{\displaystyle \Gamma (z+1)=z\Gamma (z),}
{\displaystyle \Gamma (z)\Gamma (1-z)={\frac {\pi }{\sin \pi z}},}
{\displaystyle 2^{2z-1}\Gamma (z)\Gamma (z+{\frac {1}{2}})={\sqrt {\pi }}\Gamma (2z).}
Позаяк {\displaystyle \Gamma (n+1)=n!,} то {\displaystyle \Gamma (z+1)} позначають як {\displaystyle z!} Відповідно до виознаки факторіалу, {\displaystyle z!=\Gamma (z+1),\,0!=1.}
Біноміальний коефіцієнт {\displaystyle C_{z}^{n}} виражають через гамма-функцію як
{\displaystyle C_{z}^{n}={\frac {\Gamma (n+1)}{n!\Gamma (z-n+1)}}={\frac {z!}{n!(z-n)!}}={\frac {(-1)^{n}\Gamma (n-z)}{n!\Gamma (-z)}}.}
Можна також подати інтеграл через гамма-функцію
{\displaystyle B(z,\vartheta )=\int _{0}^{1}t^{z-1}(1-t)^{\vartheta -1}dt,\quad \quad \mathrm {Re} \,\vartheta >0,}
який має назву Бета-функції. Таким чином, {\displaystyle B(z,\vartheta )={\frac {\Gamma (z)\Gamma (\vartheta )}{\Gamma (z+\vartheta )}}.}

#### Ойлерова виознака як нескінченного добутку
Шукаючи наближення для z! для комплексного числа z, виявляється, що простіше спочатку порахувати n! для деякого великого цілого числа n, а потім використати це, щоб наблизити значення для (n+z)!, після чого використати рекурентну рівність m! = m (m−1)! у зворотньому порядку n разів, для того, щоб зрештою наблизити z!. Крім того, цей наблиз стає точним для границі, коли n прямує до нескінченності.
Зокрема, для деякого цілого числа m, буде так, що
{\displaystyle \lim _{n\to \infty }{\frac {n!\;(n+1)^{m}}{(n+m)!}}=1\,,}
і ми хочемо, щоб та сама рівність справджувалася, якщо довільне ціле m замінити на довільне комплексне число z
{\displaystyle \lim _{n\to \infty }{\frac {n!\;(n+1)^{z}}{(n+z)!}}=1\,.}
Помноживши обидві частини на z!, отримаємо
{\displaystyle {\begin{aligned}z!&=\lim _{n\to \infty }n!{\frac {z!}{(n+z)!}}(n+1)^{z}\\[8pt]&=\lim _{n\to \infty }{\frac {1\cdots n}{(1+z)\cdots (n+z)}}(n+1)^{z}\\[8pt]&=\lim _{n\to \infty }{\frac {1\cdots n}{(1+z)\cdots (n+z)}}\left[\left(1+{\frac {1}{1}}\right)\left(1+{\frac {1}{2}}\right)\cdots \left(1+{\frac {1}{n}}\right)\right]^{z}\\[8pt]&=\prod _{n=1}^{\infty }\left[{\frac {1}{1+{\frac {z}{n}}}}\left(1+{\frac {1}{n}}\right)^{z}\right].\end{aligned}}}
Ця формула із нескінченним добутком збіжна для всіх комплексних чисел z крім від'ємних цілих, адже за спроби використати рекурентне відношення m! = m (m − 1)! в зворотньому порядку до значення m = 0 призведе до ділення на нуль.
Подібно і гамма-функція, визначена, за Ойлером, як нескінченний добуток буде справедливою для всіх комплексних чисел {\displaystyle z} за виключенням недодатних цілих:
{\displaystyle \Gamma (z)={\frac {1}{z}}\prod _{n=1}^{\infty }{\frac {\left(1+{\frac {1}{n}}\right)^{z}}{1+{\frac {z}{n}}}}\,.}
При такій конструкції, гамма-функція ― єдина функція, яка одночасно задовольняє рівнянням {\displaystyle \Gamma (1)=1}, {\displaystyle \Gamma (z+1)=z\Gamma (z)} для всіх комплексних чисел {\displaystyle z} крім недодатних цілих, і {\displaystyle \lim _{n\to \infty }{\frac {\Gamma (n+z)}{(n-1)!\;n^{z}}}=1} для всіх комплексних чисел {\displaystyle z}.
Рівняння {\displaystyle \Gamma (z)={\frac {\Gamma (z+1)}{z}}} можна використати для однозначного розширення інтегральної формули для Γ(z) до мероморфної функції, визначеної для всіх комплексних чисел z, крім цілих, що менші або рівні нулю. Саме цю розширену версію зазвичай називають гамма-функцією.

#### Виознака Вейєрштрасса
Виознака гамма-функції, яку дав Вейєрштрасс, також справедлива для всіх комплексних чисел z, крім недодатних цілих:
{\displaystyle \Gamma (z)={\frac {e^{-\gamma z}}{z}}\prod _{n=1}^{\infty }\left(1+{\frac {z}{n}}\right)^{-1}e^{z/n}}
де {\displaystyle \gamma \approx 0.577216} — Стала Ейлера—Маскероні.

## Множина визначення
Інтеграл, яким виозначують гамма-функцію ― невластивий, і збігається за {\displaystyle {\text{Re }}z>0\!}. Однак, скориставшись рекурентним співвідношенням
{\displaystyle \Gamma (z+1)=z\Gamma (z)\,}
її можна продовжити на всю комплексну площину, крім точок {\displaystyle z=-n\,}, де {\displaystyle n=0,1,2\ldots } .
Гамма-функція ― неперервною функцією з простору неперервних функціоналів Чебишова. Вона стійка за Адамаром, її можна виразити за третім законом Лопіталя.

## Часткові значення
Особливо важливі часткові значення гама-функції в певних точках
{\displaystyle \Gamma (1)=0!=1\,} — за виознакою.
{\displaystyle \Gamma (2)=1\,}
{\displaystyle \Gamma (1/2)={\sqrt {\pi }}}
{\displaystyle \Gamma (3/2)={\frac {\sqrt {\pi }}{2}}}
{\displaystyle \Gamma (n)=(n-1)!\!} — див. також факторіал.
{\displaystyle \Gamma (n)\,\Gamma (1-n)={\frac {\pi }{\sin {(n\pi )}}}}
{\displaystyle \Gamma \left(n+{\frac {1}{2}}\right)=1\cdot 3\cdot 5\cdot ...\cdot (2n-3)(2n-1){\frac {\sqrt {\pi }}{2^{n}}}}, де {\displaystyle n\!} ціле додатне число

## Властивості

### Загальні
Важливим функціональним рівнянням для гамма-функції  Ойлерова формула відображення
{\displaystyle \Gamma (1-z)\Gamma (z)={\pi  \over \sin {(\pi z)}},\qquad z\not \in \mathbb {Z} }
з якої випливає:
{\displaystyle \Gamma (\varepsilon -n)=(-1)^{n-1}\;{\frac {\Gamma (-\varepsilon )\Gamma (1+\varepsilon )}{\Gamma (n+1-\varepsilon )}},}
і Формула подвоєння Лагранжа
{\displaystyle \Gamma (z)\Gamma \left(z+{\tfrac {1}{2}}\right)=2^{1-2z}\;{\sqrt {\pi }}\;\Gamma (2z).}
| Доведення Єйлерової формули відображення |
| --- |
| Оскільки {\displaystyle e^{-t}=\lim _{n\to \infty }\left(1-{\frac {t}{n}}\right)^{n},} гамма-функцію можна представити як {\displaystyle \Gamma (z)=\lim _{n\to \infty }\int _{0}^{n}t^{z-1}\left(1-{\frac {t}{n}}\right)^{n}\,dt.} Проінтегрувавши по частинам {\displaystyle n-1} разів, отримаємо {\displaystyle \Gamma (z)=\lim _{n\to \infty }{\frac {n}{nz}}{\frac {n-1}{n(z+1)}}{\frac {n-2}{n(z+2)}}\cdots {\frac {1}{n(z+n-1)}}\int _{0}^{n}t^{z+n-1}\,dt,} що дорівнює {\displaystyle \Gamma (z)=\lim _{n\to \infty }{\frac {n!}{n}}\prod _{k=0}^{n}(z+k)^{-1}n^{z+n}.} Це можна переписати наступним чином {\displaystyle \Gamma (z)=\lim _{n\to \infty }{\frac {n^{z}}{z}}\prod _{k=1}^{n}{\frac {k}{z+k}}=\lim _{n\to \infty }{\frac {n^{z}}{z}}\prod _{k=1}^{n}{\frac {1}{1+{\frac {z}{k}}}}.} Потім, використавши функціональне рівняння для гамма-функції, отримаємо {\displaystyle -z\Gamma (-z)\Gamma (z)=\Gamma (1-z)\Gamma (z)=\lim _{n\to \infty }{\frac {1}{z}}\prod _{k=1}^{n}{\frac {1}{1-{\frac {z^{2}}{k^{2}}}}}.} Використавши розкладання у ряд Фур'є, функцію {\displaystyle \cos(ax)} можна представити наступним чином {\displaystyle \cos(ax)={\frac {\sin(\pi a)}{\pi a}}+\sum _{n=1}^{\infty }{\frac {1}{\pi }}\left({\frac {\sin(\pi (n+a))}{n+a}}+{\frac {\sin(\pi (n-a))}{n-a}}\right)\cos(nx),} де {\displaystyle a\not \in \mathbb {Z} } і {\displaystyle x\in [-\pi ,\pi ]}. Використавши тригонометричні тотожності, цей вираз можна спростити наступним чином: {\displaystyle \cos(ax)={\frac {\sin(\pi a)}{\pi a}}+{\frac {2a\sin(\pi a)}{\pi }}\sum _{n=1}^{\infty }{\frac {(-1)^{n}\cos(nx)}{a^{2}-n^{2}}}.} Якщо прийняти, що {\displaystyle x=\pi } і розділити рівняння на {\displaystyle \sin(\pi a)} отримаємо {\displaystyle \pi \cot(\pi a)={\frac {1}{a}}+2a\sum _{n=1}^{\infty }{\frac {1}{a^{2}-n^{2}}}.} Тепер виконаємо заміну {\displaystyle a={\frac {m}{\pi }}}, щоб отримати {\displaystyle \cot(m)={\frac {1}{m}}+2m\sum _{n=1}^{\infty }{\frac {1}{m^{2}-n^{2}\pi ^{2}}}.} Проінтегрувавши обидві сторони по інтервалу від {\displaystyle 0} до {\displaystyle z} і звівши до степеня, отримаємо {\displaystyle {\frac {\sin(z)}{z}}=\prod _{n=1}^{\infty }\left(1-{\frac {z^{2}}{n^{2}\pi ^{2}}}\right)=\prod _{k=1}^{\infty }\left(1-{\frac {z^{2}}{k^{2}\pi ^{2}}}\right).} Тоді {\displaystyle {\frac {\pi }{\sin(\pi z)}}=\lim _{n\to \infty }{\frac {1}{z}}\prod _{k=1}^{n}{\frac {1}{1-{\frac {z^{2}}{k^{2}}}}}.} Звідси випливає формула відображення Ейлера: {\displaystyle \Gamma (1-z)\Gamma (z)={\frac {\pi }{\sin(\pi z)}},\qquad z\not \in \mathbb {Z} .} |

| Доведення формули множення Лагранжа |
| --- |
| Бета-функцію можна представити наступним чином {\displaystyle \mathrm {B} (z_{1},z_{2})={\frac {\Gamma (z_{1})\Gamma (z_{2})}{\Gamma (z_{1}+z_{2})}}=\int _{0}^{1}t^{z_{1}-1}(1-t)^{z_{2}-1}\,dt.} Якщо задати {\displaystyle z_{1}=z_{2}=z} отримаємо {\displaystyle {\frac {\Gamma ^{2}(z)}{\Gamma (2z)}}=\int _{0}^{1}t^{z-1}(1-t)^{z-1}\,dt.} Виконавши заміну {\displaystyle t={\frac {1+x}{2}}} отримаємо {\displaystyle {\frac {\Gamma ^{2}(z)}{\Gamma (2z)}}={\frac {1}{2^{2z-1}}}\int _{-1}^{1}\left(1-x^{2}\right)^{z-1}\,dx.} Функція {\displaystyle \left(1-x^{2}\right)^{z-1}} є парною, оскільки {\displaystyle 2^{2z-1}\Gamma ^{2}(z)=2\Gamma (2z)\int _{0}^{1}\left(1-x^{2}\right)^{z-1}\,dx.} Тепер припустимо {\displaystyle \mathrm {B} \left({\frac {1}{2}},z\right)=\int _{0}^{1}t^{{\frac {1}{2}}-1}(1-t)^{z-1}\,dt,\quad t=s^{2}.} Тоді {\displaystyle \mathrm {B} \left({\frac {1}{2}},z\right)=2\int _{0}^{1}\left(1-s^{2}\right)^{z-1}\,ds=2\int _{0}^{1}\left(1-x^{2}\right)^{z-1}\,dx.} Звідси випливає {\displaystyle 2^{2z-1}\Gamma ^{2}(z)=\Gamma (2z)\mathrm {B} \left({\frac {1}{2}},z\right).} Оскільки {\displaystyle \mathrm {B} \left({\frac {1}{2}},z\right)={\frac {\Gamma \left({\frac {1}{2}}\right)\Gamma (z)}{\Gamma \left(z+{\frac {1}{2}}\right)}},\quad \Gamma \left({\frac {1}{2}}\right)={\sqrt {\pi }},} звідси отримаємо формулу подвоєння Лагранжа: {\displaystyle \Gamma (z)\Gamma \left(z+{\frac {1}{2}}\right)=2^{1-2z}{\sqrt {\pi }}\;\Gamma (2z).} |

Формула подвоєння ― особливий випадок теореми про множення Лагранжа(див., Eq. 5.5.6)
{\displaystyle \prod _{k=0}^{m-1}\Gamma \left(z+{\frac {k}{m}}\right)=(2\pi )^{\frac {m-1}{2}}\;m^{{\frac {1}{2}}-mz}\;\Gamma (mz).}
Проста, але корисною властивість, що випливає з виознаки границі:
{\displaystyle {\overline {\Gamma (z)}}=\Gamma ({\overline {z}})\;\Rightarrow \;\Gamma (z)\Gamma ({\overline {z}})\in \mathbb {R} .}
Зокрема, при z = a + bi, цей добуток дорівнює
{\displaystyle {\begin{aligned}|\Gamma (a+bi)|^{2}&=|\Gamma (a)|^{2}\prod _{k=0}^{\infty }{\frac {1}{1+{\frac {b^{2}}{(a+k)^{2}}}}}\\[4pt]|\Gamma (bi)|^{2}&={\frac {\pi }{b\sinh {(\pi b)}}}\\[6pt]|\Gamma \left({\tfrac {1}{2}}+bi\right)|^{2}&={\frac {\pi }{\cosh {(\pi b)}}}\end{aligned}}}
Одним із самих відомих значень гамма-функції для нецілого аргумента є:
{\displaystyle \Gamma \left({\tfrac {1}{2}}\right)={\sqrt {\pi }},}
яке отримують, якщо задати z = 1/2 у формулах відображення або подвоєння, використавши рівняння для бета функції із x = y = 1/2, або виконавши заміну u = √x у виознаці інтегралу гамма-функції, із чого зрештою отримають Гаусів інтеграл. У загальному випадку, для невід'ємних цілих чисел n маємо:
{\displaystyle {\begin{aligned}\Gamma \left({\tfrac {1}{2}}+n\right)&={(2n)! \over 4^{n}n!}{\sqrt {\pi }}={\frac {(2n-1)!!}{2^{n}}}{\sqrt {\pi }}={n-{\frac {1}{2}} \choose n}n!{\sqrt {\pi }}\\[8pt]\Gamma \left({\tfrac {1}{2}}-n\right)&={(-4)^{n}n! \over (2n)!}{\sqrt {\pi }}={\frac {(-2)^{n}}{(2n-1)!!}}{\sqrt {\pi }}={\frac {\sqrt {\pi }}{{-{\frac {1}{2}} \choose n}n!}}\end{aligned}}}
де n!! позначає подвійний факторіал від n. Коли n = 0, n!! = 1.
Може здаватися, що поглянувши на формулу результат Γ(1/2) = √π можна узагальнити для інших окремих значень Γ(r), де r ― раціональне число. Однак ці числа не можна виразити через самих себе в рамках елементарних функцій. Доведено, що Γ(n + r) є трансцендентним числом і алгебрично незалежним від π для будь-якого цілого n і будь-якого дробу із r = 1/6, 1/4, 1/3, 2/3, 3/4, 5/6. У загальному випадку, для розрахунку значень гамма-функції необхідно застосовувати числове наближення.
Інша корисна границя для асимптотичного наближення:
{\displaystyle \lim _{n\to \infty }{\frac {\Gamma (n+\alpha )}{\Gamma (n)n^{\alpha }}}=1,\qquad \alpha \in \mathbb {C} }
Похідні гамма-функції можна описати за допомогою полігамма-функції. Наприклад:
{\displaystyle \Gamma '(z)=\Gamma (z)\psi _{0}(z).}
Для додатного цілого числа m похідну гамма-функції можна розрахувати наступним чином (тут γ це Стала Ойлера—Маскероні):
{\displaystyle \Gamma '(m+1)=m!\left(-\gamma +\sum _{k=1}^{m}{\frac {1}{k}}\right)\,.}
Для Re(x) > 0 n-а похідна гамма-функції дорівнює:
{\displaystyle {\frac {d^{n}}{dx^{n}}}\Gamma (x)=\int _{0}^{\infty }t^{x-1}e^{-t}(\ln t)^{n}\,dt.}

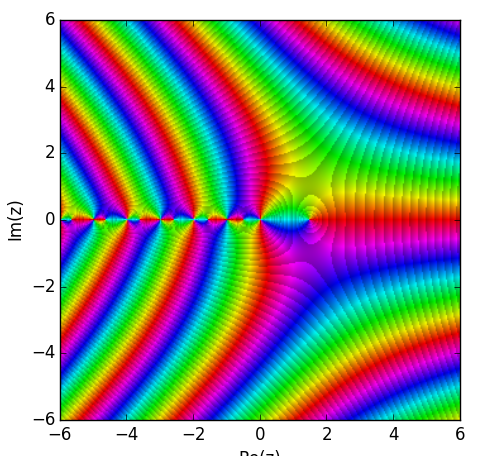
Похідна функції Γ(z)

(Це можна отримати за допомогою диференціювання інтегралу для гамма-функції по змінній x, і використавши інтегральне правило Лейбніца.)
Використавши рівняння
{\displaystyle \Gamma ^{(n)}(1)=(-1)^{n}n!\sum \limits _{\pi \,\vdash \,n}\,\prod _{i=1}^{r}{\frac {\zeta ^{*}(a_{i})}{k_{i}!\cdot a_{i}}}\qquad \zeta ^{*}(x):={\begin{cases}\zeta (x)&x\neq 1\\\gamma &x=1\end{cases}}}
де ζ(z) — дзета-функція Рімана, із розбиттям
{\displaystyle \pi =(\underbrace {a_{1},\dots ,a_{1}} _{k_{1}},\dots ,\underbrace {a_{r},\dots ,a_{r}} _{k_{r}}),}
зокрема маємо
{\displaystyle \Gamma (z)={\frac {1}{z}}-\gamma +{\tfrac {1}{2}}\left(\gamma ^{2}+{\frac {\pi ^{2}}{6}}\right)z-{\tfrac {1}{6}}\left(\gamma ^{3}+{\frac {\gamma \pi ^{2}}{2}}+2\zeta (3)\right)z^{2}+O(z^{3}).}

### Нерівності
Якщо обмежитися додатними цілими числами, гамма-функція є суворо логарифмічно опуклою функцією. Цю властивість можна визначити за допомогою трьох наведених еквівалентних нерівностей:
- Для будь-яких двох додатних дійсних чисел x1 і x2, і для будь-якого t ∈ [0, 1],

{\displaystyle \Gamma (tx_{1}+(1-t)x_{2})\leq \Gamma (x_{1})^{t}\Gamma (x_{2})^{1-t}.}
Крім того, ця нерівність буде точною для t ∈ (0, 1).
- Для будь-яких двох додатних дійсних чисел x і y при y > x,

{\displaystyle \left({\frac {\Gamma (y)}{\Gamma (x)}}\right)^{\frac {1}{y-x}}>\exp \left({\frac {\Gamma '(x)}{\Gamma (x)}}\right).}
- Для будь-якого додатного дійсного числа x,

{\displaystyle \Gamma ''(x)\Gamma (x)>\Gamma '(x).}
Останні два твердження, випливають із виознаки, так само як і твердження, що {\displaystyle \psi ^{(1)}(x)>0}, де {\displaystyle \psi ^{(1)}} це полігамма-функція порядку 1. Щоб довести логарифмічну опуклість гамма-функції достатньо спостерігати, що {\displaystyle \psi ^{(1)}} має ряд подань, для яких за додатнього дійсного x вона складається лише із додатних членів.
Логарифмічна опуклість і нерівність Єнсена разом означають, що для будь-яких додатних дійсних чисел {\displaystyle x_{1},\ldots ,x_{n}} and {\displaystyle a_{1},\ldots ,a_{n}},
{\displaystyle \Gamma \left({\frac {a_{1}x_{1}+\cdots +a_{n}x_{n}}{a_{1}+\cdots +a_{n}}}\right)\leq {\bigl (}\Gamma (x_{1})^{a_{1}}\cdots \Gamma (x_{n})^{a_{n}}{\bigr )}^{\frac {1}{a_{1}+\cdots +a_{n}}}.}
Існують також обмеження відношення гамма-функцій. Найвідомішим є Нерівність Гаутсі, яка стверджує, що для будь-якого додатного цілого числа x і будь-якогоs ∈ (0, 1),
{\displaystyle x^{1-s}<{\frac {\Gamma (x+1)}{\Gamma (x+s)}}<(x+1)^{1-s}.}

### Формула Стірлінґа

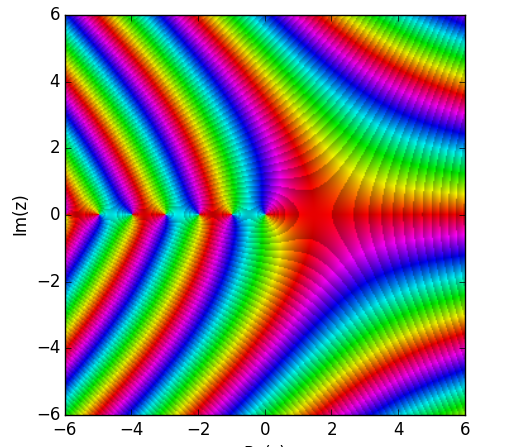
Представлення гамма-функції у комплексній площині. Кожна точка забарвлена відповідно до значення аргумента. Також показано контурний графік для модуля.

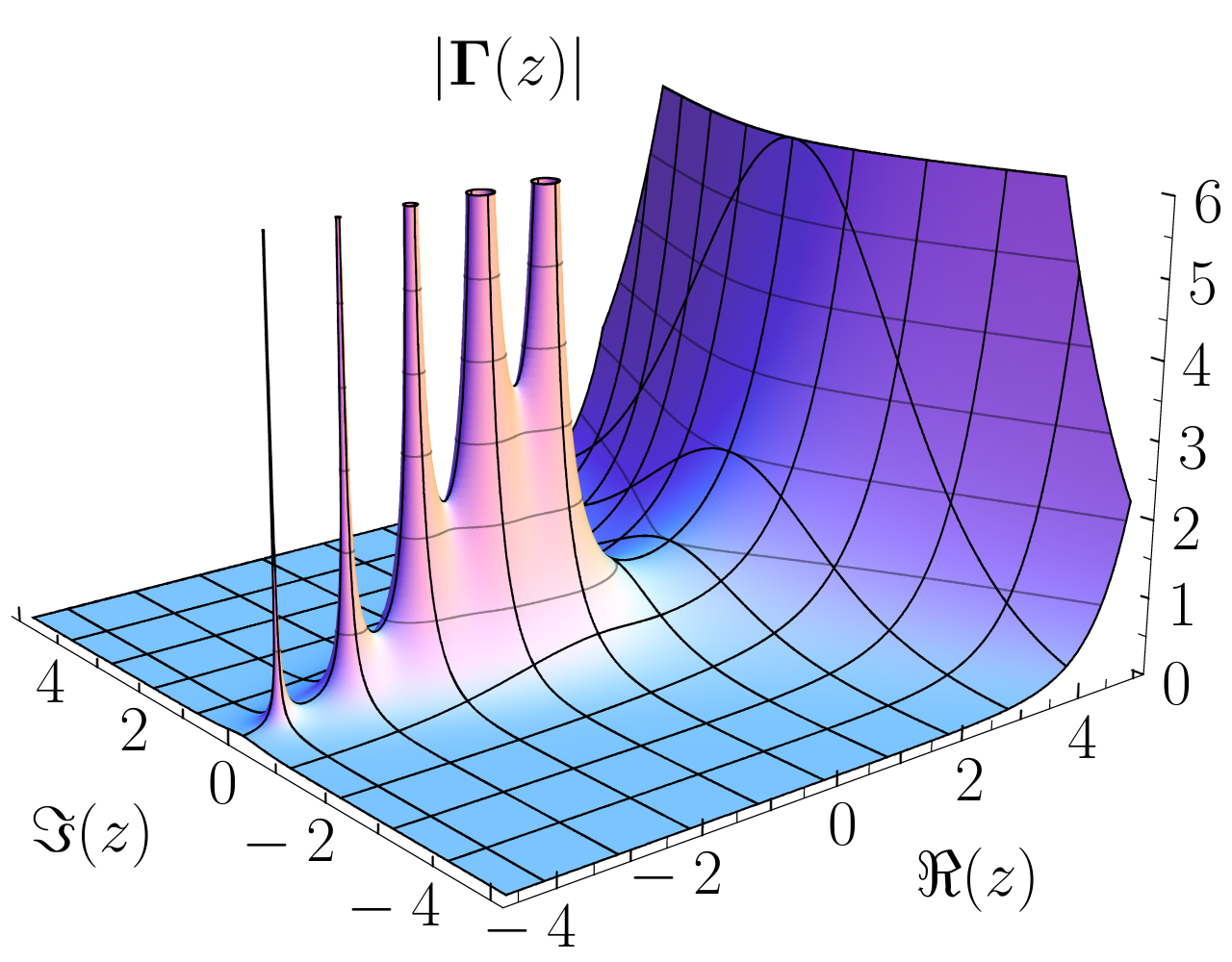
3-вимірний графік абсолютних значень комплексної гамма-функції

Поведінка функції {\displaystyle \Gamma (z)} для зростаючих цілих значень змінної проста: вона зростає досить швидко — швидше за показникову функцію. Асимптотично при {\displaystyle z\to \infty }, величину гамма-функції задають за допомогою формули Стірлінґа
{\displaystyle \Gamma (z+1)\sim {\sqrt {2\pi z}}\left({\frac {z}{e}}\right)^{z},}
де символ {\displaystyle \sim } задає відношення з яким обидві сторони збігаються до 1 або асимптотично сходяться.

## Наближення

Порівняння гамма-функціх (синя лінія) із факторіалом (сині точки) і наближення Стірлінга (червона лінія)

Комплексні значення гамма-функції можна обчислити чисельним способом із довільною точністю використовуючи формулу Стірлінга або наближення Ланцоса.
Гамма-функцію можна обрахувати із сталою точністю для Re(z) ∈ [1,2] застосувавши до інтеграла Ойлера метод інтегрування частинами. Для будь-якого додатнього числа x гамма-функцію можна записати як
{\displaystyle {\begin{aligned}\Gamma (z)&=\int _{0}^{x}e^{-t}t^{z}\,{\frac {dt}{t}}+\int _{x}^{\infty }e^{-t}t^{z}\,{\frac {dt}{t}}\\&=x^{z}e^{-x}\sum _{n=0}^{\infty }{\frac {x^{n}}{z(z+1)\cdots (z+n)}}+\int _{x}^{\infty }e^{-t}t^{z}\,{\frac {dt}{t}}.\end{aligned}}}
Коли Re(z) ∈ [1,2] і x ≥ 1, абсолютне значення останнього інтегралу менше за (x + 1)e−x. Якщо вибрати достатньо велике x, цей вираз може бути меншим за 2−N для будь-якого бажаного значення N. Тож, за допомогою вищевказаного ряду гамма-функцію можна обрахувати до N бітів точності.
Швидкий алгоритм для розрахунку Ойлерової гамма-функції для будь-якого алгебричного аргументу (в тому числі раціонального) Е. А. Карацуба,
Для аргументів, які є цілими кратними для 1/24, гамма-функцію також можна швидко розрахувати використавши ітерації для середнього арифметико-геометричного.

## Застосування дляформули Стірлінга
Наступний розклад в ряд гамма-функції для великих цілих {\displaystyle x\!} дає асимптотичний вираз для формули Стірлінга, що використовується для обчислення факторіалу цілого числа.
{\displaystyle \Gamma (n+1)=n!={\sqrt {2\pi n}}\left({\frac {n}{e}}\right)^{n}\left(1+{\frac {1}{12n}}+{\frac {1}{288n^{2}}}-{\frac {139}{51840n^{3}}}-{\frac {571}{2488320n^{4}}}+O\left(n^{-5}\right)\right)}

## Історія
Позначення гама-функції ввів у обіг Лежандр.